# Franco Fanti
Franco Fanti (Colorina, 21 marzo 1924 – Cantù, 20 settembre 2007) è stato un ciclista su strada italiano.

## Carriera
Nato nel 1924 a Colorina, in provincia di Sondrio, iniziò a praticare il ciclismo a 15 anni, prima di interrompere l'attività per la seconda guerra mondiale, quando finì prigioniero in Germania.
Da dilettante vinse la Coppa Agostoni nel 1947 e il Tour du Lac Léman dilettanti nel 1948. 
Sempre nel 1948, a 24 anni, partecipò ai Mondiali di Valkenburg aan de Geul, nella corsa in linea Dilettanti, arrivando 10º, e ai Giochi olimpici di Londra 1948, terminando 19º nella corsa in linea in 5h29'35"2 e 4º nella corsa a squadre (dove venivano sommati i tempi dei ciclisti della stessa nazione ottenuti nella corsa individuale) con il tempo di 16h13'05"2.
Nel 1949, a 25 anni, passò professionista con la Fréjus, prendendo parte al Giro d'Italia, ritirandosi. L'anno successivo corse di nuovo il Giro d'Italia, terminandolo al 56º posto, partecipò alla Milano-Sanremo, chiudendo 57º, e ottenne la sua unica vittoria da professionista, la classifica generale del Tour of Yugoslavia. Nel 1951 prese parte al suo terzo Giro d'Italia, non terminandolo, e a tre classiche monumento: di nuovo la Milano-Sanremo (126º), e poi Parigi-Roubaix (39º) e Giro di Lombardia (44º).
In carriera corse, oltre che con la Fréjus tra 1949 e 1950, con la Tebag nel 1950, la Ganna nel 1951 e l'Adria Rennstall nel 1951 e 1952, ritirandosi a 28 anni.
Morì nel 2007, a 83 anni.

## Palmarès
- 1947 (dilettanti)

Coppa Agostoni
- 1948 (dilettanti)

Tour du Lac Léman dilettanti
- 1950 (una vittoria)

Classifica generale Tour of Yugoslavia

## Piazzamenti

### Grandi Giri
- Giro d'Italia

1949: ritirato
1950: 56º
1951: ritirato

### Classiche monumento
- Milano-Sanremo

1950: 57º
1951: 126º
- Parigi-Roubaix

1951: 39º
- Giro di Lombardia

1951: 44º

### Competizioni mondiali
- Campionati del mondo

Valkenburg aan de Geul 1948 - In linea Dilettanti: 10º
- Giochi olimpici

Londra 1948 - A squadre: 4º
Londra 1948 - In linea: 19º